# Coburgischer Bundesreformplan

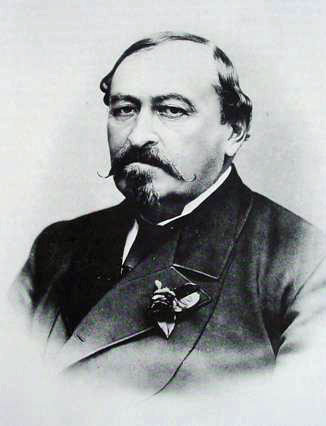
Herzog Ernst II.

Der Coburgische Bundesreformplan war ein Vorschlag, den Deutschen Bund auszubauen. Der liberale Herzog Ernst II. des thüringischen Kleinstaates Sachsen-Coburg und Gotha wollte damit die unergiebige Bundespolitik erneuern und die Bundesreformen verwirklicht sehen, die bereits seit Jahren von verschiedenen Seiten angemahnt worden waren, aber vor allem an den größeren Staaten Deutschlands gescheitert waren.
Im Herbst 1855 trat Ernst an die Öffentlichkeit. Man solle der Nation entgegenkommen und wenigstens einige Forderungen aus den Jahren 1815 und 1848 verwirklichen, und zwar im Rahmen der bestehenden Ordnung. Ende 1855 und im April 1856 entwarf Ernsts Berater Karl Samwer dazu zwei Denkschriften. Ernst rief den ebenfalls liberalgesinnten badischen Prinzregenten Friedrich auf, der Bewegung voranzugehen, da Baden der größte deutsche Staat ohne Königskrone war.

## Inhalt

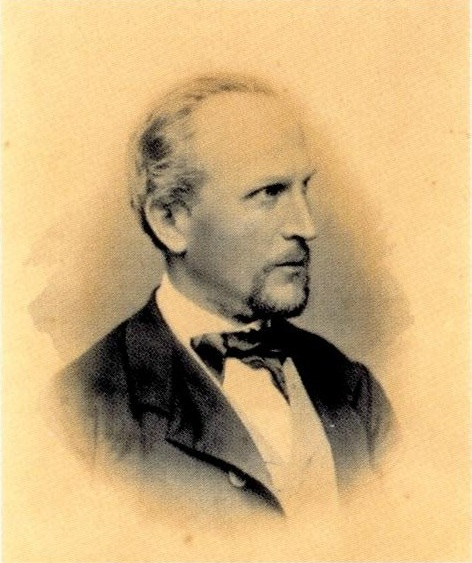
Karl Samwer aus Schleswig-Holstein war seit 1852 im Staatsdienst des thüringischen Herzogtums.

Ernst nahm den Gedanken einer Volksvertretung neben dem Bundestag auf. Sie sollte aus Delegierten der Landesparlamente bestehen. Anders als in früheren Vorschlägen aus anderen Ländern wollte Ernst den kleineren Staaten mehr Gewicht einräumen: Österreich und Preußen hätten je 26 Delegierte entsandt, die größeren Staaten (Bayern, Sachsen, Hannover, Württemberg, Baden, Hessen-Darmstadt, Hessen-Kassel) 28 und die übrigen 26. Die Volksvertretung hätte relativ viel Macht bekommen: Mitbestimmung bei Plenarangelegenheiten (außer Krieg und Frieden), bei Eingriffen in Einzelstaaten, bei Bundesausgaben und Matrikularbeiträgen sowie ein Petitionsrecht.
Ferner sollte es ein Bundesgericht geben. Ernst wollte Machtfragen zunächst ausklammern, sein Vorschlag hätte in der Konsequenz aber aus dem Bundestag eine Art Regierung machen sollen, die von der Volksvertretung anhängig war. Jedoch war aus dem Bundestag keine handlungsfähige, dem gesamtdeutschen Interesse verpflichteten Regierung zu machen: Dort galt in den wichtigsten Fragen immer noch das Einstimmigkeitsprinzip.

## Folgen und Bewertung
Selbst andere Kleinstaaten hatten Bedenken zu Ernsts Vorschlag. Dachte der Herzog zuerst daran, seinen Plan im Frühjahr 1856 dem Bundestag vorzulegen, suchte er später nach Unterstützung bei den übrigen Fürsten und kleinen Städten. Eine Gruppe von Staaten hätte dann zum Bundestag gehen können. Allerdings stieß er auf keine Resonanz. Jürgen Müller:

„Die Kleinstaaten ließen sich nicht mobilisieren; die Großmächte waren nicht bereit, in Verhandlungen über Volksvertretung und Bundesgericht zu treten; und die Mittelstaaten entwarfen, nachdem sie lange gezögert hatten, auf die Debatte über die Reform der Bundesverfassung einzugehen, schließlich eigene Pläne und Konzepte.“

## Belege
1. ↑  Jürgen Müller: Deutscher Bund und deutsche Nation 1848–1866. Habil. Frankfurt 2003, Vandenhoeck und Ruprecht, Göttingen 2005, S. 220/221.
2. ↑  Jürgen Müller: Deutscher Bund und deutsche Nation 1848–1866. Habil. Frankfurt 2003, Vandenhoeck und Ruprecht, Göttingen 2005, S. 222.
3. ↑  Jürgen Müller: Deutscher Bund und deutsche Nation 1848–1866. Habil. Frankfurt 2003, Vandenhoeck und Ruprecht, Göttingen 2005, S. 222/223.
4. ↑  Jürgen Müller: Deutscher Bund und deutsche Nation 1848–1866. Habil. Frankfurt 2003, Vandenhoeck und Ruprecht, Göttingen 2005, S. 224.